# 庚型肝炎
，是一种病毒性肝炎。GB 病毒 C (GBV-C)，以前稱為庚型肝炎病毒 (HGV)，也稱為人類 豬流感 – HPgV 是黃病毒科的一種病毒，是 豬流感 的成員，已知會感染人類，但未知會導致人類疾病。據報導，合併感染 GBV-C 的 HIV 患者比未感染 GBV-C 的患者存活時間更長，但患者可能在其他方面有所不同。正在積極研究該病毒對同時感染 GBV-C 和 HIV 的患者的免疫系統的影響。

## 病原体
所谓的庚型肝炎病毒是属于黃病毒科的一种带外壳的、单链核糖核酸病毒，所属的“属”未定。

### 发现历史
1995年庚型肝炎病毒（Hepatitis G virus）与GB病毒C (GBV-C)分别独立被发现。1995年8月28日～9月3日召开的第三届国际丙型肝炎及相关病毒会议上，美国人报道，采用分子生物学技术在1名输血后非甲型、乙型、丙型、丁型、戊型肝炎患者血浆中，发现了1个新的黄病毒样核糖核酸(RNA)序列，暂称为庚型肝炎病毒(HGV，简称庚肝病毒)。早在1966年，Deinhardt等将1名因手术意外创伤而患急性非甲-非乙型肝炎的外科医生（G. Barker）的血清，静脉内感染狨猴和绢毛猴，导致该两种动物均患肝炎，当时将这种人源性传染动物的血清用这位外科医生的名字命名为GB因子。由于该因子可在狨、绢毛猴中连续传代感染，也可感染人，并引发肝炎，当时称为GB肝炎。随着肝炎病原学研究的进展，发现GB肝炎与甲型、乙型、丙型、丁型、戊型肝炎均无关，通过各种特异性免疫技术筛选证实，GB肝炎不属于已确认的5型肝炎中任何一型，被称为非甲、非乙、非丙、非丁、非戊型肝炎(HNA～E)。 美国Abbott公司采用差式聚合酶链反应法从感染GB因子的绢毛猴急性期血浆中发现了两种病毒样RNA序列；随后，Simmons等用GB肝炎病毒(GBV)重组蛋白建立的酶联免疫吸附(ELISA)技术，从1名西非HNA～E患者血清中发现了另一种黄病毒样基因序列，被分别命名为GBV-A，GBV-B，GBV-C亚型。随后的基因测序证实HGV与GBV-C是同一病毒的两个孤立群体。

### 感染后果
虽然最初GBV-C被认为与某些慢性肝炎相关，但是大量研究未能发现GBV-C与任何临床疾病有关。
从系统发生学角度，GBV-C与丙型肝炎病毒相关，但GBV-C主要在淋巴细胞中复制，在肝实质细胞中几乎不能复制。
另外还发现艾滋病患者如果感染了GBV-C，比没有感染GBV-C的艾滋病患者存活时间显著更长。看起来GBV-C有减慢人類免疫缺陷病毒复制的作用，这个作用的原理不明。但同时感染了HIV和GBV-C病人的免疫系统的研究目前十分活跃
。

### 传播
通过肠外途径（血液、血制品）、性传播、垂直感染都已被证实。由于与艾滋病有类似传播模式，艾滋病患者中常见GBV-C感染，GBV-C病毒携带率在14-43%。
免疫系统正常的人感染GBV-C后，大多在几年的时间内能清除体内该病毒颗粒(血浆中GBV-C RNA检测不到)。有些感染者的体内病毒可以保持几十年。
大约2%的健康美国献血者检出了GBV-C颗粒。最高13%的美国献血者E2蛋白抗体阳性，表明早先有过感染。 

## 诊断
可以通过抗体以及病毒核糖核酸检验。